# Clasificación de las metas volantes de la Vuelta a España
La Clasificación de las metas volantes de la Vuelta en España fue una de las clasificaciones secundarias de la Vuelta en España. Estuvo vigente desde 1961 hasta 2001, donde desapareció. El líder de esta clasificación se distinguía por llevar el maillot rojo. 

## Palmarés
| Año  | Ciclista                    | Equipo                    | Puntos | Otros maillots           |
| ---- | --------------------------- | ------------------------- | ------ | ------------------------ |
| 1961 | Vicente Iturat              | Ferrys                    |        | -                        |
| 1962 | José Segú                   | Kas                       |        | -                        |
| 1963 | José Segú                   | Faema                     |        | -                        |
| 1964 | Antonio Bertrán             | Ferrys                    |        | -                        |
| 1965 | José Segú                   | Tedi-Montjuïc             |        | -                        |
| 1966 | Domingo Perurena            | Fagor                     |        | -                        |
| 1967 | José Manuel López Rodríguez | Fagor                     |        | ̈-                        |
| 1968 | Carlos Echeverría           | Kas                       |        |                          |
| 1969 | Raymond Steegmans           | Goldor                    |        | Puntos                   |
| 1970 | Miguel María Lasa           | La Casera-Peña Bahamontes |        | -                        |
| 1971 | Cyrille Guimard             | Gan-Mercier               |        | Puntos Combinada         |
| 1972 | Ventura Díaz                | Werner                    |        | -                        |
| 1973 | Eddy Merckx                 | Molteni                   |        | General Puntos Combinada |
| 1974 | Javier Elorriaga            | Kas-Kaskol                |        | -                        |
| 1975 | Fernando Mendes             | Sport Lisboa e Benfica    |        | -                        |
| 1976 | Daniel Verplancke           | Flandria-Velda            |        | -                        |
| 1977 | Freddy Maertens             | Flandria-Velda            |        | General Puntos           |
| 1978 | Bernard Hinault             | Renault-Gitane            |        | General                  |
| 1979 | Roger De Cnijf              | Boule d'Or-Lano           |        | -                        |
| 1980 | Sean Kelly                  | Splendor-Admiral          |        | Puntos                   |
| 1981 | Hugues Grodin               | Hueso-Manzaneque          |        | -                        |
| 1982 | Benny Schepmans             | Maufroy-Moser             |        | -                        |
| 1983 | Sabino Angoitia             | Hueso                     |        | -                        |
| 1984 | Jozef Lieckens              | Safir-Van de Ven          |        | -                        |
| 1985 | Ronny Van Holen             | Safir-Van de Ven          |        | -                        |
| 1986 | Benny Van Brabant           | Dormilón                  |        | -                        |
| 1987 | Miguel Ángel Iglesias       | Colchón CR                |        | -                        |
| 1988 | Miguel Ángel Iglesias       | Helios CR                 |        | ̈                         |
| 1989 | Miguel Ángel Iglesias       | Helios CR                 |        | ̈                         |
| 1990 | Miguel Ángel Iglesias       | Puertas Mavisa            |        | -                        |
| 1991 | Miguel Ángel Iglesias       | Puertas Mavisa            |        | -                        |
| 1992 | Antonio Esparza             | Wigarma                   |        | -                        |
| 1993 | Hendrik Redant              | Cycle Collstrop           |        | -                        |
| 1994 | Mauro Radaelli              | Brescialat                |        | -                        |
| 1995 | Steffen Wesemann            | Team Telekom              |        | -                        |
| 1996 | Jurgen Werner               | Team Telekom              |        | -                        |
| 1997 | Mauro Radaelli              | Aki-Safi                  |        | -                        |
| 1998 | Giancarlo Raimondi          | Brescialat–Oyster         |        | -                        |
| 1999 | Robert Hunter               | Lampre-Daikin             |        | -                        |
| 2000 | Gianni Faresin              | Liquigas-Pata             |        | -                        |
| 2001 | César García Calvo          | Relax-Fuenlabrada         |        | -                        |